# Croix (Norte)
Croix es una comuna y población de Francia, en la región de Alta Francia,
departamento de Norte, en el distrito de Lille y cantón de Roubaix Oeste.
Su población municipal en 2007 era de 21 006 habitantes.
Está integrada en la Lille Métropole Communauté urbaine.

## Demografía
| 1 168 | 1 194 | 1 117 | 1 158 | 1 574 | 1 456 | 1 890 | 1 776 | 2 099 | 2 593 | 2 888 | 4 204 | 5 741 | 8 081 | 9 528 | 12 438 | 14 338 | 15 993 | 16 439 | 17 596 | 17 176 | 19 278 | 20 652 | 20 280 | 17 417 | 18 702 | 20 081 | 21 424 | 20 125 | 19 386 | 20 231 | 20 638 | 21 006 |
| Para los censos de 1962 a 1999 la población legal corresponde a la población sin duplicidades (Fuente: INSEE [Consultar]) |       |       |       |       |       |       |       |       |       |       |       |       |       |       |        |        |        |        |        |        |        |        |        |        |        |        |        |        |        |        |        |        |

Según las estadísticas de 2006 de la administración fiscal francesa, Croix es la comuna francesa con mayor patrimonio medio por persona sujeta a impuestos (3 163 089 €).

## Transporte público
La villa está servida por el metro de Lille y por el tranvía.

### Metro
La línea 2 Saint Philibert-CH Dron sirve dos estaciones:
- Croix Centre
- Croix Mairie

### Tranvía
La línea R Lille-Roubaix tiene dos paradas:
- Croix-La Chapelle
- Croix-Clinique du Parc

## Lugares y monumentos
- Villa Cavrois (1932), es obra del arquitecto Robert Mallet-Stevens, y está clasificada como monumento histórico desde 1990.

## Personalidades ligadas
- Théodore Lefebvre (1889-1943), geógrafo y miembro de la Resistencia.
- André Missant (1908-1977), pintor.
- Pierre-César Lagage (1911-1977), pintor.
- Jean Roulland (nacido en 1931), escultor y pintor.